# Their Stepmother
Their Stepmother è un cortometraggio muto del 1913 diretto da E.A. Martin. Sceneggiato da Hettie Grey Baker e prodotto dalla Selig Polyscope Company, aveva come interpreti Harold Lockwood, Kathlyn Williams, Utahna La Reno, Baby Lillian Wade, Jessie Wyckoff.

## Produzione
Il film fu prodotto dalla Selig Polyscope Company.

## Distribuzione
Distribuito dalla General Film Company, il film - un cortometraggio in una bobina - uscì nelle sale cinematografiche statunitensi il 2 maggio 1913.